# Creu de Montigalà
La Creu de Montigalà és una creu de ciment armat, originàriament de pedra, situada al turó de Montigalà de Badalona (Barcelonès), justament al cim d'aquesta muntanya, la creu fa uns 4 metres d'alçada.
La primera creu, dissenyada per l'arquitecte Joan Amigó fou col·locada el 28 de setembre de 1913 amb motiu de les festes constantinianes commemorant l'Edicte de Milà del 313, en què el cristianisme es convertia en religió tolerada, encara que en aquell moment la creença era que l'emperador Constantí l'havia feta oficial. Els actes culminaren amb una gran processó des de Santa Maria dues el 12 d'octubre. En l'acte participaren el cos de Portants del Sant Crist. La seva benedicció final fou el dia 19 d'octubre.
La creu fou destruïda durant la Guerra Civil (1936-1939), i novament dreçada, en ciment armat.
El 3 de maig de 2013 se celebraren els primers actes de commemoració del centenari de la creu i estan previstos altres actes al setembre.

## Inscripcions en la creu
Al sòcol de la creu consten aquestes inscripcions:
- «Oh Jesús meu estimat, que en una creu afrontosa vessant vostra sang preciosa moríreu per mí clavat, siau per sempre alabat.»
- «Els esposos, en Ramon Mª de Sagarra i de Siscar i na Dolors de Bofarull de Sagarra al bon Jesús crucificat. In Hoc Signo Vinces.»
- «Segle IV - Segle XX. Erigida aquesta creu el 28 de setembre de 1913 en remembrança de l'Edicte de Milà, donat per Constantí a favor de la Sta. Iglesia.»[1]